# 15 de Septiembre, Ocosingo
15 de Septiembre är en ort i Mexiko.   Den ligger i kommunen Ocosingo och delstaten Chiapas, i den sydöstra delen av landet, 800 km öster om huvudstaden Mexico City. 15 de Septiembre ligger 1 217 meter över havet och antalet invånare är 124.
Terrängen runt 15 de Septiembre är lite bergig. Runt 15 de Septiembre är det ganska glesbefolkat, med 22 invånare per kvadratkilometer. Närmaste större samhälle är Ocosingo, 17,8 km norr om 15 de Septiembre. I omgivningarna runt 15 de Septiembre växer i huvudsak städsegrön lövskog.